# Шарль Валькенер
Барон Шарль Атанас Валькенер  (фр. Charles Athanase Walckenaer; 1771–1852) — французький натураліст, географ, біограф, державний службовець.

## Біографія
Валькенер народився 1771 році в Парижі і навчався в університетах Глазго і Оксфорда. У 1813 році обраний академіком в Інституті Франції. Був мером 5-го округу Парижа, а в 1816—1825 роках префект департаменту Сени. Отримав титул барона у 1823 році. З 1839 був хранителем Відділу карт в Національній бібліотеці Франції, з 1840 — постійний секретар Академії надписів та красного письменства.
Один із засновників ентомологічного товариства Франції в 1832 році і його Президент в 1835 і 1841 роках. Помер в 1852 році.